# Aspalathus abietina
Aspalathus abietina är en ärtväxtart som beskrevs av Carl Peter Thunberg. Aspalathus abietina ingår i släktet Aspalathus och familjen ärtväxter. Inga underarter finns listade i Catalogue of Life.